# 胡士英
胡士英（?—?），越南後黎朝人物，西山朝阮惠兄弟的祖先。
胡士英祖辈故居义安省兴元县傣老乡。阮岳、阮惠、阮侣兄弟的父亲胡丕福，和18世纪末越南著名女诗人胡春香的父亲胡丕演，都是胡士英的后裔。

## 子
胡士英有五个儿子：
- 胡士炎，又作胡世炎，阮岳兄弟是他的后代
- 胡丕矾
- 胡名柳
- 胡丕昔，黎熙宗时尚书，封琼郡公
- 胡丕端

## 资料来源
- 郭振铎; 张笑梅. 《越南通史》. 北京: 中国人民大学出版社. 2001. ISBN 7-3000-3402-0.